# Begonia subvillosa
Begonia subvillosa es una especie de planta perenne perteneciente a la familia Begoniaceae. Es originaria de Sudamérica.

## Distribución
Se encuentra en Argentina. Bolivia y Brasil en la Mata Atlántica en São Paulo, Paraná, Santa Catarina y Rio Grande do Sul.

## Taxonomía
Begonia subvillosa fue descrita por Johann Friedrich Klotzsch y publicado en Abhandlungen der Königlichen Akademie der Wissenschaften zu Berlin 1854: 152. 1855.
sinonimia
- - Begonia heineri Brade, Arch. Jard. Bot. Río de Janeiro 12: 11. 1953.
  - Begonia leptotricha C.DC., Bull. Soc. Bot. Genève, II, 6: 121. 1914.
  - Begonia schmidtiana Regel, Gartenflora 28: 321. 1879.
  - Begonia schmidtii F.Haage & E.Schmidt, Samen-Verzeichniss 1880: 181. 1880.
  - Begonia serafinensis Brade, Sellowia 9: 34. 1958.
  - Begonia serafinensis var. cerqueirae Brade, Sellowia 9: 35. 1958.
  - Begonia subvillosa var. leptotricha (C.DC.) L.B.Sm. & Wassh., Phytologia 52: 446. 1983.
  - Begonia villosa Klotzsch, Ber. Bekanntm. Verh. Königl. Preuss. Akad. Wiss. Berlín 1854: 122. 1854,[2]

Híbridos
- Begonia × pictavensis Bruant ex André
- Begonia × viaudii André